# Don Bosco (telenovela)
Don Bosco es una telenovela mexicana que se transmitió por el Canal 4 de Telesistema Mexicano de Televisa en 1961, con episodios de 30 minutos de duración. Dirigida por Jesús Valero y protagonizada por Rafael Bertrand en el papel estelar de "Don Bosco".

## Argumento
Esta telenovela está basada en el sacerdote italiano Juan Bosco.

## Elenco
- Rafael Bertrand .... Don Bosco
- Alicia Montoya
- Nicolás Rodríguez
- Alberto Galán
- Josefina Escobedo
- Antonio Passy
- Pepito Morán
- Luis Gimeno
- Enrique Lucero
- Roberto Araya
- Armando Gutiérrez

## Producción
- Historia original: Benjamín de la Torre Haro
- Adaptación: Benjamín de la Torre Haro
- Director general: Jesús Valero

- Datos: Q5813149